# Kengo Ishii
Kengo Ishii (jap. 石井 謙伍, Ishii Kengo; * 2. April 1986 in Ishikari, Unterpräfektur Ishikari) ist ein japanischer Fußballspieler.

## Karriere
Kengo Ishii erlernte das Fußballspielen in der Jugend des Erstligisten Hokkaido Consadole Sapporo in Sapporo, wo er 2005 auch seinen ersten Profivertrag unterschrieb. Für den Verein absolvierte er 115 Spiele in der ersten Liga, der J1 League. 2010 wechselte er nach Matsuyama zu Ehime FC, einem Verein, der in der Zweiten Liga, der J2 League, spielte. Nach 126 Spielen und 18 Toren kehrte er 2014 zu Hokkaido Consadole Sapporo zurück. Bis 2017 stand er für den Club 81 Mal auf dem Platz. 2018 wechselte er nach Thailand. Hier unterschrieb er einen Vertrag beim Zweitligisten Samut Sakhon FC in Samut Sakhon. Für Samut Sakhonabsolvierte er 23 Ligaspiele. Anfang 2019 kehrte er nach Japan zurück. Hier schloss er sich dem Nankatsu SC, der in der Kanto Soccer League (Div.2), an.